# Faux ongles
 (février 2025).
Si vous disposez d'ouvrages ou d'articles de référence ou si vous connaissez des sites web de qualité traitant du thème abordé ici, merci de compléter l'article en donnant les références utiles à sa vérifiabilité et en les liant à la section « Notes et références ».

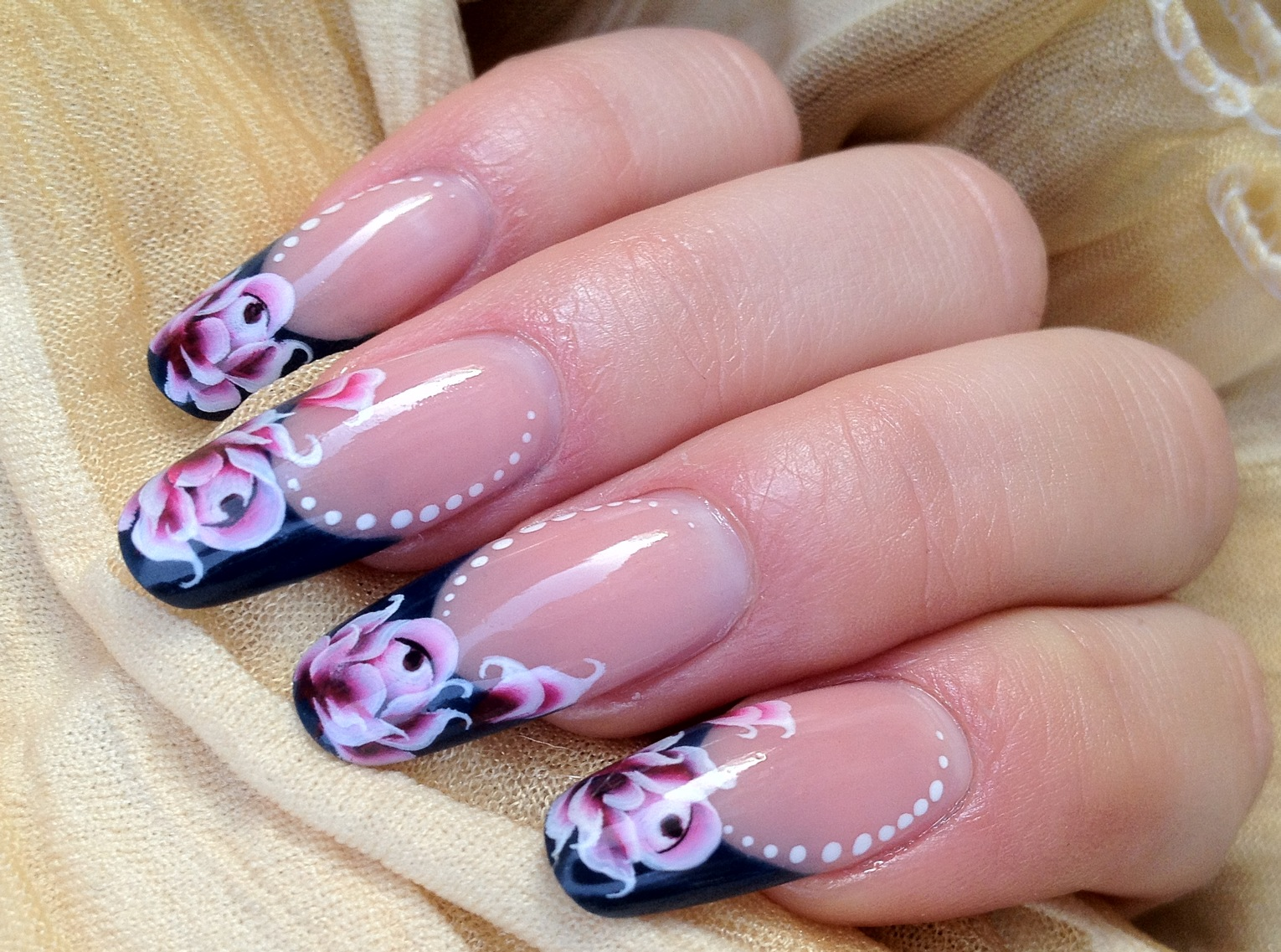
Faux ongles.

Les faux ongles sont des ongles artificiels en acrylique ou en gel. Ils sont posés sur les ongles naturels soit dans un but esthétique, soit pour camoufler une imperfection de l'ongle naturel ou pour le rallonger.

## Historique
Dans un premier temps, les faux ongles étaient créés à partir de porcelaine et étaient faits sur mesure, uniquement pour les personnes fortunées. Ce n'est qu'à partir de la Seconde Guerre mondiale et grâce aux découvertes faites dans le domaine des produits pétroliers que les faux ongles ont pu voir le jour.
En effet, la découverte des résines acryliques permit la création de « gel » facilement modelable sur la plaque de l'ongle.

## Techniques
Les trois techniques principales utilisées pour en faire sont :
- le gel acrylique ;
- Les faux ongles autocollants ;
- la résine acrylique (poudre et liquide) ;
- le polygel (mélange de résine et de gel).

## Produits à utiliser

### Le déshydratant
Le déshydratant permet de débarrasser la plaque de l’ongle de l’eau ou du gras qui pourraient compromettre la tenue de la construction.

### Le primer
Le primer permet une meilleure adhésion des faux ongles et empêche la formation de bulles d'air. Il en existe avec ou sans acide.

### Les gels
Il existe plusieurs types de gels.
- La base prep ou gel de base (son nom change en fonction des marques), est à appliquer après le primer. Il sert à optimiser la tenue de tous les autres gels à apposer sur l'ongle par après.
- Les gels de construction existent de différentes couleurs (rose, transparent) et peuvent être monophase (c'est-à-dire qui servent pour la base, la construction et la finition). Ils servent à construire la base du faux ongle. Après son application sur le tips ou le chablon, il doit être catalysé dans un four à UV (certains peuvent chauffer fortement à cette étape).

- Les gels pour la french : la franche est le nom que l'on donne au bord extérieur blanc de l'ongle. La french est généralement blanche et est faite à partir d'un gel de couleur.

- Le gel de finition : il assure la finition, la résistance et la brillance ou l'effet mat de l'ongle en gel. Il sert à protéger le nail art réalisé sur le gel de construction.

### La lampe à UV
Le four à UV contient une ou plusieurs ampoules qui produisent des UV qui serviront à la polymérisation du gel sur l'ongle. Après cette étape, l'ongle sera collant, c'est pourquoi il faudra venir enlever cette colle avec du cleanser (un dégraissant).

### Les limes
Un grand nombre de limes sont disponibles.

### Les tips ouchablon
Sont des extensions en plastiques qui viendront se mettre sur l'ongle. Il en existe de trois sortes :
- Les Unifit (qui sont universels) ;
- Les Moonfit (qui conviennent mieux aux ongles courbés) ;
- Les Fantasticfit (qui conviennent mieux aux ongles courbés et disposant d'une belle courbe longitudinale).